# Kościół Wniebowzięcia Najświętszej Maryi Panny w Niemczynie
Kościół Wniebowzięcia Najświętszej Maryi Panny w Niemczynie – rzymskokatolicki kościół parafialny należący do parafii pod tym samym wezwaniem (dekanat damasławski archidiecezji gnieźnieńskiej).
Jest to murowana świątynia wzniesiona w stylu neogotyckim w 1897 roku na miejscu spalonego w nocy z 10 na 11 września 1888 roku kościoła. W 1925 roku dekretem kardynała Edmunda Dalbora Prymasa Polski przy świątyni została erygowana samodzielna parafia. Kościół jest najsłynniejszym maryjnym sanktuarium w powiecie wągrowieckim. W ołtarzu głównym znajduje się obraz Wniebowzięcia Najświętszej Maryi Panny, natomiast przed prezbiterium, z prawej strony jest umieszczona płaskorzeźba Cudownej Matki Bożej Niemczyńskiej, do której na uroczystości odpustowe przybywają pielgrzymki z odległych stron, ponieważ nadal jest żywa jest pamięć o doznanych tam licznych łaskach. Są indywidualni pątnicy, jak i zorganizowane grupy – piesze, rowerowe i autokarowe.